# 希烏縣
希烏縣（或稱）是愛沙尼亞西北部的一個縣，主要由爱沙尼亚第二大岛希烏馬島和附近小島組成。面積1,032平方公里，2021年人口為9,514人，兩者皆為全國之末。首府凱爾德拉。南接萨雷县，东邻莱内县。

## 县政府
县政府是由县长带头管理，县长由爱沙尼亚政府任命，任期为五年。自2012年3月起，县长职位由里霍·拉霍亚（Riho Rahuoja）担任。

## 市镇
自2017年行政改革后希乌县只包含一个市镇。在2013至2017年间希乌县划分为四个市镇。自2017年起岛上唯一的城镇聚居区凱爾德拉成为希乌马市镇的一部分。
农村型市镇：
- 希乌马（包括凱爾德拉镇）